# Nuoto per salvamento ai Giochi mondiali 2022 - Staffetta 4×50 m mista maschile
La gara della staffetta 4×50 m mista maschile di nuoto per salvamento ai Giochi mondiali 2022 si è svolta l'11 luglio 2022 a Birmingham. Il programma non prevedeva turni preliminari ma solamente la finale.

## Risultati
| Pos | Nazione  | Tempo   |
| --- | -------- | ------- |
|     | Ungheria | 1:26.53 |
|     | Italia   | 1:27.16 |
|     | Germania | 1:27.48 |
| 4   | Polonia  | 1:28.65 |
| 5   | Giappone | 1:29.15 |
| 6   | Spagna   | 1:31.83 |
| 7   | Francia  | 1:31.99 |
| 8   | Belgio   | 1:32.76 |